# Gesaia lanai
Gesaia lanai är en ringmaskart som beskrevs av Kirtley 1994. Gesaia lanai ingår i släktet Gesaia och familjen Sabellariidae. Inga underarter finns listade i Catalogue of Life.